# Sinobatis
Sinobatis (лат.) — род малоизученных скатов из семейства ромбовых отряда скатообразных, ранее их включали в семействонитерылых скатов. Обитают в субтропических и тропических водах Индо-Тихоокеанской области. Глубоководный вид, встречается на глубине до 1168 м. Их крупные уплощённые грудные плавники образуют диск с выступающим рылом и нитевидным выростом. Кожа лишена чешуи. Спинные плавники отсутствуют. На вентральной стороне диска расположены 5 жаберных щелей, ноздри и рот. Тонкий хвост короче диска. Максимальная зарегистрированная длина 69 см.
Название рода происходит от слов лат. sino — «китайский» и лат. batis — «скат».

## Классификация
В настоящее время к семейству относят 5 видов:
- Sinobatis borneensis (W. L. Y. Chan, 1965)
- Sinobatis bulbicauda Last & Séret, 2008
- Sinobatis caerulea Last & Séret, 2008
- Sinobatis filicauda Last & Séret, 2008
- Sinobatis melanosoma (W. L. Y. Chan, 1965)